# Bandera de Tolosaldea
La Bandera de Tolosaldea (Tolosaldeako Ikurrinña en euskera) fue una competición anual de remo, concretamente de traineras, que se celebró en la bahía de Pasajes (Guipúzcoa) entre los años 20201 y 2021, organizada por el Tolosa Club de Remo siendo puntuable para la Liga ETE.

## Historia
La regata se disputó en la bahía de Pasajes y estuvo incluida en el calendario de pruebas de la Liga ETE; categoría en la que bogó la trainera de Tolosa Club de Remo, organizadora de la prueba, ya que la Liga ETE exige a los clubes que participan en dicha competición la organización de al menos una regata.
En la temporada 2020, la boya de salida y meta se situó frente al muelle Molinao (Pasajes Antxo) y la baliza frente a Pasajes San Pedro, con la única calle dispuesta en paralelo el muelle Buenavista y frente a Pasajes de San Juan; bogando seis largos y cinco ciabogas.
En el año 2021 se modificó la ubicación de la calle colocando la boya de salida y meta entre Pasajes de San Pedro y el puerto de la Piedad, (Pasajes de San Juan) y la baliza exterior una vez pasada la punta Arando Aundi con lo que la regata discurrió por la bocana de entrada al puerto de Pasajes. Las prueba se remaron dos largos y una ciabogas.
En ambas ediciones, se realizó un recorrido a contrarreloj de 1.5 millas náuticas que equivalen a 2778 metros.

## Historial
| Edición | Año  | Ganadora | Segunda | Tercera  |
| ------- | ---- | -------- | ------- | -------- |
| I       | 2020 | Tolosa   | Zumaia  | Ondarroa |
| II      | 2021 | Tolosa   | Deusto  | San Juan |

## Palmarés
| Victorias | Club   | Años       |
| --------- | ------ | ---------- |
| 2         | Tolosa | 2020, 2021 |